# FC Holstein Segeberg
Der FC Holstein Segeberg war ein Sportverein aus Bad Segeberg. Die erste Fußballmannschaft spielte acht Jahre in der höchsten Amateurliga Schleswig-Holsteins.

## Geschichte
Im Jahre 1908 gründeten höhere Schüler den FC Holstein 08 Segeberg. Nach dem Ende des Zweiten Weltkrieges fusionierte der Verein 1945 mit dem MTV Segeberg zum TuS 1860 Segeberg. Drei Jahre später wurde der FC Holstein neu gegründet. Im Jahre 1953 wurde Holstein Meister der Bezirksklasse Süd und schaffte in der Aufstiegsrunde den Sprung in die seinerzeit zweitklassige Amateurliga Schleswig-Holstein. Zwei Jahre hielt sich Holstein im Oberhaus und kehrte nach vielen Jahren im Mittelmaß der 2. Amateurliga Süd 1963 zurück. In der Aufstiegssaison erreichte die Mannschaft Platz fünf, musste aber 1966 wieder absteigen. Nach dem sofortigen Wiederaufstieg wurde Holstein erneut Fünfter, ehe die Mannschaft 1970 zum dritten Male absteigen musste. 
Nach der Saison fusionierte Holstein mit dem SV 1892 Segeberg, dem Badmintonclub Segeberg und dem Judoclub Segeberg zum SV Eintracht Segeberg. Dieser spielte in den frühen 1990er Jahren noch drei Jahre lang in der Verbandsliga Schleswig-Holstein, während die A-Jugend 1990 Landesmeister wurde. 